# Franz Benedikt Hermann (Maler)
Franz Benedikt Hermann (* 23. September 1664 in Kempten (Allgäu); † 30. Mai 1735 ebenda) war ein Maler und Freskant.
Er war Sohn von Franz Georg Hermann dem Älteren und Vater von Franz Georg Hermann dem Jüngeren, dessen Lehrer er auch war. Er war zusätzlich der Ausbilder von Balthasar Riepp, Benedikt Gambs und Hieronymus Hau.

## Werke (Auswahl)
- Magnuskapelle (Altusried) bzw. St. Sebastian und St. Sylvester: Altarbild (1694)
- Seelenkapelle (Kempten): Seitenaltarbilder (um 1700)
- Maria Schnee (Lehenbühl): Altarbild (1718)
- Benediktuskapelle Ottobeuren: Altarblätter und Fresken am Vorplatz der Sommerabtei, zusammen mit Sohn (ab 1717)